# Ле Фюр, Марк
Марк Ле Фюр (фр. Marc Le Fur) — французский политик, член партии «Республиканцы», депутат Национального собрания от департамента Кот-д’Армор.

## Биография
Родился 28 ноября 1956 года в городе Дакар (колония Французская Западная Африка, ныне — Сенегал). Окончил Институт политических исследований в 1978 году и Национальную школу администрации в 1983 году, работал директором кабинета префекта департамента Кот-дю-Нор. Год спустя он стал директором кабинета префекта региона Пикардия в Амьене, а затем кабинета Эдуара Балладюра в бытность его министром экономики и финансов. Покинув Берси в 1988 году, он перешел в Министерство внутренних дел, где работаа в Генеральной инспекции администрации. В 1990 году был назначен руководителем аппарата Генерального совета департамента Дё-Севр, принимал участие реализации законов о децентрализации.
Марк Ле Фюр начал участвовать в политической жизни Бретани с 1984 года, когда работал директором кабинета префекта. Вместе с бывшим депутатом Бернаром Кузеном он возглавлял отделение Клуба 89 (fr:Club 89) в департаменте Кот-д’Армор. В 1993 году впервые был избран депутатом Национального собрания Франции от 3-го избирательного округа этого департамента, был членом комиссии по сельскому хозяйству. В 1994 году баллотировался в Генеральный совет департамента Кот-д’Армор от кантона Кентен, но проиграл.
В 1997 году Национально собрание было распущено, и на досрочных выборах в том же году Марк Ле Фюр потерпел поражение, после чего стал работать в Институте перспективных исследований в области национальной обороны (IHEDN). В 1998 году по правому списку был избран в Региональный совет Бретани, а в 2001 году вновь баллотировался в Генеральный совет департамента Кот-д’Армор от кантона Кентен, и на этот раз успешно. Он представлял кантон в Генеральном совете вплоть до его реформы в 2015 году.
В 2002 году Марк Ле Фюр вновь участвует в выборах в Национальное собрание Франции по 3-му избирательному округу департамента Кот-д’Армор и возвращает себе мандат депутата. Впоследствии ещё трижды — в 2007, 2012 и 2017 годах — он побеждает на парламентских выборах по этому округу. В Национальном собрании является членом комиссии по финансам, неоднократно выступал докладчиком при обсуждении бюджета страны и администрации президента. В 2007 году был избран вице-президентом Национального собрания и сохранял этот пост после выборов 2012 и 2017 годов.
В 2015 году возглавил список правых и центристских партий на региональных выборах в Бретани и потерпел поражение. Его список получил менее 30 % и 18 мест в региональном совете, что на два меньше, чем на предыдущих выборах. В 2021 году на региональных выборах возглавлял правый список в департаменте Кот-д’Армор; список занял второе место и Марк Ле Фюр был переизбран в Региональный совет Бретани.
На выборах в Национальное собрание в 2022 году Марк Ле Фюр вновь баллотировался в третьем округе департамента Кот-д’Армор от правого блока и сохранил мандат депутата, получив во втором туре 64,9 % голосов.
В Парламентских выборах 2024 года, назначенных после роспуска президентом Эмманюэлем Макроном Национального собрания 9 июня 2024 года, Марк Ле Фюр принял решение не участвовать по состоянию здоровья и поддержал выдвижение кандидатом от правого блока своего сына Корантена Ле Фюра, который и выиграл выборы  в третьем округе департамента Кот-д’Армор.

## Политические взгляды
Марк Ле Фюр является автором поправки, которая привела к включению региональных языков во французскую Конституцию (статья 75). Активный сторонник объединения Бретани, 21 декабря 2011 года вместе с восемью другими депутатами он внес на рассмотрение Национального собрания поправку, предусматривающую изменение общего Кодекса территориальных органов управления Пятой Республики. Эта поправка предусматривает, что по инициативе одной пятой советников департамента и при поддержке одной десятой избирателей, включенных в списки, департамент сможет провести референдум по вопросу о смене принадлежности к административному региону. Поправка была принята Национальным собранием 10 января 2012 года.
Это решение дало основание провести референдум в департаменте Атлантическая Луара и в четырёх департаментах Бретани, чтобы решить, должна ли Атлантическая Луара присоединиться к Бретани, и этот решение не может быть заблокировано Региональным советом Пеи-де-ла-Луар.
Многократно высказывался против однополых браков.

## Занимаемые должности
02.04.1993 — 21.04.1997 — депутат Национального собрания Франции от 3-го округа департамента Кот-д’Армор 

15.03.1998 — 28.03.2004 — член Регионального совета Бретани 

18.03.2001 — 22.03.2015 — член Генерального совета департамента Кот-д’Армор от кантона Кентен 

19.06.2002 — 09.06.2024 — депутат Национального собрания Франции от 3-го округа департамента Кот-д’Армор 

с 18.12.2015 — член Регионального совета Бретани